# Делчо Пандов
Делчо Пандов е български публицист и преводач. Подписва се с псевдонимите Чер пипер, Свободкин, Стремски, Фигляр и др.

## Биография
Роден е в село Узунджово, област Хасково на 10 октомври 1895 г. Завършва Хасковската държавна мъжка гимназия „Петко Каравелов“, след което се установява в Хасково.
Автор и редактор е на ученическия хумористичен вестник „Жило“. Сътрудничи на вестниците „Илюстрация светлина“, „К'во да е“ и земеделския „Пладне“. Заедно с Кирчо Латев, по време на управлението на БЗНС, е редактор на хасковския седмичник „Нива“. През 1924 г. е редактор на вестник „Хасковска поща“. В периода 1942 – 1944 г. е редактор на вестник „Народен глас“, а след това в земеделския „Клас“ и комунистическите „Народна борба“ и „Родопска борба“.
Пише злободневки, забавни стихчета и фейлетони. Превежда от руски детските разкази на Михаил Зощенко, които публикува в местния печат и в книгата „Весели разкази“ от 1931 г. Умира в Хасково на 3 ноември 1961 г.